# Trofeo Luis Bonavia
El Trofeo Luis Bonavia (en inglés y de manera oficial: Lousito Bonavia Trophy —Trofeo Luisito Bonavia—.) es la supercopa nacional de clubes de fútbol sala de Gibraltar organizado por la Asociación de Fútbol de Gibraltar. El torneo enfrenta anualmente al inicio de cada temporada al campeón de la División 1 contra el campeón de la Rock Cup de fútbol sala de la edición anterior. 

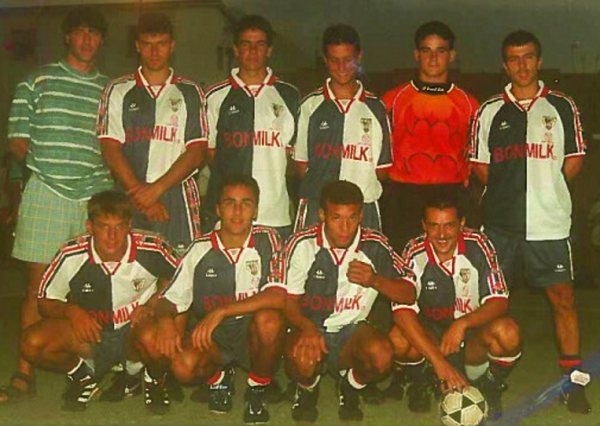
Luis Bonavia junto con sus compañeros de equipo en el Bon Milk F. C.

El torneo se jugó por primera vez en 2015 en honor a Louis Bonavia, recordado jugador e impulsor del fútbol sala en Gibraltar quien falleció trágicamente en el 2008. El trofeo que lleva su nombre fue donado por su esposa, la Sra. Gail.

## Sistema de competición
Los dos clubes clasificados se enfrentan en una final a partido único en el Tercentenary Sports Hall, el ganador del encuentro se proclama automáticamente como campeón del torneo. En caso de que un club logre ganar tanto la División 1 como la Rock Cup de fútbol sala en una misma temporada, entonces el Trofeo Luis Bonavia del año siguiente será jugado entre el campeón de la División 1 y el subcampeón de la Rock Cup de fútbol sala.

## Clubes participantes
En este torneo participan los campeones de la División 1 y de la Rock Cup de fútbol sala de la edición anterior. Este torneo marca el inicio de una nueva temporada. 
- Campeón de la División 1
- Campeón de la Futsal Rock Cup

## Lista de campeones
| Edición                                                        | Campeón      | Resultado     | Subcampeón                |
| -------------------------------------------------------------- | ------------ | ------------- | ------------------------- |
| 2015                                                           | Lynx F. C.   | 8 – 2         | St. Joseph's Spark Energy |
| 2016                                                           | Lynx F. C.   | 15 – 2        | Gibraltar Phoenix         |
| 2017                                                           | Lynx F. C.   | 4 – 3         | Glacis United             |
| 2018                                                           | Lynx F. C.   | 4 – 2         | Gibraltar Phoenix         |
| 2019                                                           | Lynx F. C.   | 18 – 2        | Mons Calpe S. C.          |
| 2020: No se jugó debido a la pandemia de COVID-19 en Gibraltar |              |               |                           |
| 2021                                                           | Europa F. C. | 10 – 4        | Mons Calpe S. C.          |
| 2022                                                           | Europa F. C. | -             | Lynx F. C.                |
| 2023                                                           | Europa F. C. | 4 - 4 (5 - 4) | Bavaria F. C. C.          |

## Títulos por club
| Pos. | Club         | Títulos | Años en los que fue campeón  |
| ---- | ------------ | ------- | ---------------------------- |
| 1    | Lynx F. C.   | 5       | 2015, 2016, 2017, 2018, 2019 |
| 2    | Europa F. C. | 3       | 2021, 2022, 2023             |

## Estadísticas

### Goleadores por temporada
| Año  | Jugador                  | Club             | Goles |
| ---- | ------------------------ | ---------------- | ----- |
| 2015 | Sean Duarte              | Lynx F. C.       | 3     |
| 2016 | Sean Duarte              | Lynx F. C.       | 4     |
| 2016 | Tyson Ruiz               | Lynx F. C.       | 4     |
| 2017 | Joel Emiliano Fraile     | Glacis United    | 2     |
| 2018 | Tyson Ruiz               | Lynx F. C.       | 2     |
| 2019 | Ezequiel Martín Martín   | Lynx F. C.       | 3     |
| 2019 | Jayden Parody            | Lynx F. C.       | 3     |
| 2019 | Daniel Espinoza Lobato   | Lynx F. C.       | 3     |
| 2019 | Andrew López             | Lynx F. C.       | 3     |
| 2019 | Naoufal El Andaloussi    | Lynx F. C.       | 3     |
| 2021 | Escanez Casas            | Mons Calpe S. C. | 3     |
| 2023 | Álvaro Caravante Correro | Europa F. C.     | 2     |
| 2023 | Jay Francis Pitaluga     | Bavaria F. C. C. | 2     |